# Agora a Sério
Agora a Sério é uma série de humor da RTP1, produzida pela RTP Porto. A série foi produzida em 2012, tendo sido anunciada como parte da nova grelha de programação da RTP1 em Janeiro de 2013, o que acabou por não acontecer. Em Agosto de 2013, foi anunciada uma nova data como dia da estreia da série: 7 de Setembro, o que acabou novamente por não acontecer. Depois da estreia da novela angolana Jikulumessu, a RTP1 anunciou primeiro o cancelamento deste, mas depois uma mudança de horário. Assim, Agora a Sério ocupa a antiga faixa horária de Jikulumessu, estreando a 17 de Junho de 2015, indo para o ar diariamente a seguir do Quem Quer Ser Milionário? - Alta Pressão e antes do talk show 5 para a Meia-Noite.

## Sinopse[2]
“O Matutino” é um protótipo a que nenhum jornal poderia escapar. Aí trabalha Gonçalo (Samuel Alves), um indivíduo que não tem vida fácil. Aos 35 anos ainda vive sob o espectro do regresso a casa dos pais. Mora numa casa alugada onde, mesmo aí, não consegue arranjar um inquilino regular. Para ele a colega de casa ideal seria Ana (Carla Salgueiro), sua amiga de infância, com quem partilha o mesmo ar em todo o lado menos no seu quarto.
Ana é a secretária da Chefe de Redação do “Matutino”, Filipa (Ana Brito e Cunha). A relação de Gonçalo e Ana para com Filipa é estritamente profissional, e mesmo essa relação é constantemente complicada pela falta de perspicácia e de agilidade mental de Filipa. O mesmo não pode dizer Mascarenhas (Luís Aleluia), o jornalista mais antigo no jornal, que, aliás, pertence aos quadros do jornal. Mascarenhas tem vários casos com Filipa já desde o tempo em que esta era uma mera estagiária no jornal.
É frequente vê-lo no bar com Gonçalo e Ana onde se reúnem com Vasco (Ricardo Castro) – um indivíduo que para além de ‘nerd’ é o melhor amigo de Gonçalo, e assim terá conhecido Ana e Mascarenhas. No restaurante são constantemente interrompidos por Venâncio (Carlos Areia), que tem o hábito algo irritante de se meter nas suas conversas, desconversando a propósito.
Pretendendo retratar um país cadente e em fanicos, esta série descobre e serve-se dos novos estereótipos sociais para criar uma identificação comum na dificuldade em que os jovens têm em encaixar-se no mercado laboral. Nela vemos a evolução dos personagens pela representação estilizada das suas relações profissionais e afetivas que pouco levam em consideração os demais, mesmo que amigos, na busca pela realização pessoal.

## Elenco
- Luís Aleluia - Mascarenhas
- Samuel Alves - Gonçalo
- Carlos Areia - Venâncio
- Ana Brito e Cunha - Filipa Morais
- Ricardo Castro - Vasco Luís Matos Sobral
- Carla Salgueiro - Ana

## Guia de Episódios
| Temp. | Temp. | Episódios | Ano de Transmissão | Dia da Semana | Audiências (média dos episódios) | Elenco principal                                                                        |
| ----- | ----- | --------- | ------------------ | ------------- | -------------------------------- | --------------------------------------------------------------------------------------- |
|       | 1     | 13        | 2015               | Terça - Sexta | -                                | Ana Brito e Cunha Luís Aleluia Ricardo Castro Carla Salgueiro Carlos Areia Samuel Alves |